# Genista burdurensis
Genista burdurensis là một loài thực vật có hoa trong họ Đậu. Loài này được P.E.Gibbs miêu tả khoa học đầu tiên.